# Costantino Vitagliano
Costantino Vitagliano, inizialmente noto semplicemente come Costantino (Milano, 10 giugno 1974), è un personaggio televisivo e attore italiano.
È diventato noto nel mondo dello spettacolo e della cronaca rosa dopo la sua partecipazione nel 2003 a Uomini e donne, trasmissione pomeridiana di Maria De Filippi su Canale 5, nel ruolo di tronista.

## Biografia
È nato e cresciuto a Milano, nel quartiere Calvairate, da Orazio, guardia giurata, e Rosa, campani originari di San Martino Valle Caudina, in provincia di Avellino. Dopo la licenza media e due anni di istituto tecnico, lavora come barista dallo zio; in seguito svolge le professioni di elettricista, ragazzo immagine e spogliarellista.

### Televisione
Dopo alcune apparizioni come "valletto" in alcune televisioni locali (tra cui Antennatre), acquisisce molta notorietà divenendo prima corteggiatore e poi "tronista" della trasmissione Uomini e Donne. Nell'ambito dello show sceglie come sua ragazza Alessandra Pierelli, con la quale vive, tra il 2004 e il 2005, una storia d'amore sotto gli occhi delle telecamere, con resoconti settimanali a Buona Domenica e riprese in diretta.
Nel 2006 e nel 2007 è uno degli inviati della trasmissione Stranamore. Nel 2008, in pieno scandalo "Vallettopoli", lascia la scuderia di Lele Mora per alcune dichiarazioni rilasciate in televisione relative ai suoi gusti sessuali.
Nel 2009 partecipa alla trasmissione domenicale di Simona Ventura Quelli che... il calcio, dove era già comparso come valletto a inizio carriera, ed è opinionista fisso del trono maschile del reality show Uomini e donne.
Nell'autunno 2011 partecipa come concorrente a Baila!, reality show sul ballo condotto da Barbara D'Urso, classificandosi al primo posto in coppia con Elisabetta Gregoraci.
L'anno seguente entra nello staff di Radio Studio Più. 
Qualche anno più tardi, nel 2016, diventa uno dei concorrenti della prima edizione del Grande Fratello VIP, venendo però eliminato il 26 settembre nel corso della seconda puntata con il 41,8% dei voti.

### Cinema
Nel 2005 gira con Daniele Interrante e Alessandra Pierelli il film Troppo belli, scritto da Maurizio Costanzo.
Nel 2010 prende parte al film Vacanze a Gallipoli di Tony Greco, regista esordiente, con Alvaro Vitali.
Nel 2014 esordisce come attore di fotoromanzi. Nello stesso anno partecipa alla webserie The Lady - L'amore sconosciuto.
Nel 2020 è protagonista insieme a Éva Henger, Giorgio Como e a Flavia Vento del cortometraggio Il postino sogna sempre due volte per la regia di Rocco Marino.

### Altre attività
Nel 2007 posa per il calendario di Max. L'anno successivo posa per il calendario della Protezione Animali di Legnano, che si occupa di accogliere e affidare cani e gatti abbandonati nella provincia di Milano.
Dal 2008 al 2010 è stato testimonial di vari marchi di abbigliamento, tra cui Hollywood e Paciotti. Negli anni della popolarità ha invece effettuato sponsorizzazioni mirate per i marchi Datch, Parah e Armada Nueva.
Nel 2014, in occasione del suo quarantesimo compleanno, ha presentato la sua applicazione per smartphone, realizzata da TakeApp.

## Vita privata
Dopo la relazione nata nell'ambito di Uomini e donne con Alessandra Pierelli, è stato fidanzato con Linda Santaguida. Nel 2013 ha conosciuto l'indossatrice svizzera Elisa Mariani, dalla quale ha avuto una bambina. Un anno dopo i due hanno ufficializzato la fine del loro rapporto.
Ha gestito una palestra a Milano dal 2003 al 2007. Dal 2015 lavora come formatore di personal shopper: è infatti responsabile di corsi per assistenti agli acquisti, esperti del settore che accompagnano i turisti in giro per la città e consigliano come vestirsi nella maniera più adatta alla moda del momento.
Nel 2024 ha dichiarato di soffrire di una malattia autoimmune che provoca problemi ai vasi sanguigni. Si professa cattolico.

## Libri
- Dedicato a voi, Milano, Mondadori, 2005, ISBN 88-04-54545-3.

## Programmi televisivi
- Uomini e donne (Canale 5, 2003-2004) – Tronista
- Buona Domenica (Canale 5, 2004-2005) – Opinionista
- Tutte le mattine (Canale 5, 2004-2006) – Opinionista
- Stranamore (Rete 4, 2006-2007) – Inviato
- Uomini e Donne (Canale 5, 2007-2008) – Opinionista
- Quelli che... il calcio (Rai 2, 2008-2009) – Opinionista
- Dimmi la verità (Rai 1, 2009) – Concorrente
- Baila! (Canale 5, 2011) – Vincitore
- Attendi a quei due (Rai 1, 2012) – Concorrente
- Grande Fratello VIP (Canale 5, 2016) – Concorrente
- Pomeriggio Cinque (Canale 5, 2016-2023) – Opinionista ricorrente
- Live - Non è la D'Urso (Canale 5, 2019) – Opinionista ricorrente
- Avanti un altro! Pure di sera (Canale 5, 2022) – Concorrente
- Non sono una signora (Rai 2, 2023) – Concorrente

## Filmografia

### Cinema
- Troppo belli, regia di Ugo Fabrizio Giordani (2005)
- Vita Smeralda, regia di Jerry Calà (2006)
- La morte di pietra, regia di Roberto Lippolis (2008)
- Vacanze a Gallipoli, regia di Tony Greco (2010)
- Italian Business, regia di Mario Chiavalin (2017)

### Televisione
- Ho sposato un calciatore, regia di Stefano Sollima – miniserie TV (2005)
- Casa Vianello – sitcom, episodio 16x01 (2006)

### Cortometraggi
- Il gioiello, regia di Stefano Calvagna (2006)
- Il postino sogna sempre due volte, regia di Rocco Marino (2020)

### Videoclip
- Seduzione di donna di Valeria Marini (2010)

### Webseries
- The Lady - L'amore sconosciuto, regia di Lory Del Santo (2014)